# Don Myrick
Pour les articles homonymes, voir Myrick.
 (mai 2021).
Donald Myrick , né le 6 avril 1940 à Chicago et mort le 30 juillet 1993 à Santa Monica, est un saxophoniste et flûtiste américain, membre de l'ensemble de cuivres Phenix Horns associés au groupe Earth, Wind and Fire. Son surnom de Hippmo remonte vraisemblablement à l'époque des Pharaohs, lorsque tous les membres du groupe avaient chacun un surnom.

## Biographie
En 1962, Donald Hippmo Myrick forme le groupe The Jazzmen alors qu'il est encore étudiant au Crane Junior College à Chicago : cette première formation inclut Louis Edward Satterfield au trombone, Charles Handy à la trompette et bien sûr Donald Myrick au saxophone alto. Ils seront bientôt rejoints par Fred Humphrey au piano, Ernest McCarthy à la basse et Maurice White à la batterie. Satterfield, White, et Handy sont déjà reconnus comme musiciens de studio pour les disques Chess à Chicago. Dans le quartier sud de Chicago, l'Afro-Arts Theater offre des concerts ainsi que des leçons de musique et de danse. Comme le nom le suggère, le théâtre représente bien la forte culture noire de l'époque et c'est ici que The Jazzmen, après avoir fait la rencontre d'un autre orchestre, The Artistic Heritage Ensemble, enregistrent deux albums sous ce nom : On the beach en 1967 et The Malcolm X Memorial (A Tribute In Music). Ensuite, les deux groupes fusionnent pour devenir The Pharaohs, ils enregistrent leur premier album The Awakening, et en 1972, le live In the basement, toutefois ce dernier ne sera publié qu'en 1996. Avec des chansons comme  The Pharaohs Love Ya'll et In the basement sortis en singles, ces albums ont établi le groupe comme une force ne serait-ce que pour leur public culte. Et beaucoup de jingles à la radio incorporent de la musique du groupe dans leur montage.
Au début des années 70, l'ancien batteur des Jazzmen Maurice White, remporte un certain succès avec le Ramsey Lewis Trio. Il en profite alors pour enregistrer des démos avec des musiciens de Chicago, puis après avoir signé un contrat avec la maison de disques Warner Brothers, il rassemble des musiciens pour former ce qui allait devenir Earth, Wind & Fire.
Don est saxophoniste et occasionnellement flûtiste, mais il est aussi chanteur puisqu'il chante sur l'unique album homonyme du groupe Sky, qui sort en 1979, en plus d'y jouer du saxophone ténor. Il y partage le chant avec un autre membre des Phenix Horns, Louis Satterfield, surnommé « Lui-Lui ». Les autres membres de Sky sont Michael Harris à la trompette et Willie Woods au trombone ainsi que des musiciens de studio.
Il enregistre avec des artistes tels qu'Anita Baker, Terry Callier, Fred Jackson Jr., George Massenburg, Marilyn Robinson, Chuck Findley. Il fait aussi des tournées avec Carlos Santana, Grover Washington Jr, Bobby « Blue » Bland et Stanley Turrentine. Au sein des Phenix Horns, il joue sur les quatre premiers albums solos de Phil Collins, de Face value en 1981 jusqu'à …But Seriously en 1989 ainsi que pour les tournées qui suivirent chacun de ces albums. Il est d'ailleurs sur l'album Serious hits Live qui est sorti en 1990. Il joue sur une première chanson de Genesis en 1981, No Reply at All de l'album Abacab, à la grande surprise des fans du groupe. Puis il récidive l'année suivante en jouant sur le single Paperlate, à chaque fois bien sûr accompagné des Phenix Horns. En 1982, il apparait sur l'album solo de Frida l'ex-chanteuse du groupe suédois Abba, Something's Going On, avec des musiciens comme Daryl Stuermer, Mo Foster, les Phenix Horns et Phil Collins qui joue de la batterie et produit l'album. Et en 1984, il retrouve un collègue du groupe Earth, Wind & Fire, le chanteur Philip Bailey sur son album Chinese Wall avec, encore une fois Phil Collins qui produit l'album en plus de chanter en duo le hit Easy Lover.
Il reçoit un Grammy Award du meilleur instrumentiste pour la chanson Runnin d'Earth, Wind and Fire,.
Tragiquement, alors qu'il se débat déjà contre la leucémie, il est tué le 30 juillet 1993 par un coup de feu tiré par un policier du service des stupéfiants de Los Angeles. Lorsque la police entre dans son appartement de Palms à Los Angeles, le briquet qu'il tient dans sa main est pris pour une arme et il reçoit ainsi la balle qui le tue instantanément. Sa famille intente des poursuites contre la police et recevra 400 000 $ en dédommagement,
Après un service funèbre dans une église baptiste, son corps est enterré au cimetière d'Inglewood Park dans le comté de Los Angeles[réf. nécessaire].
La chanson For a Friend de Phil Collins, sortie sur le CD single We Wait and We Wonder en 1993, est un hommage à son ami Don Myrick, qui a participé activement aux chansons et aux spectacles de Collins pendant de nombreuses années[réf. nécessaire].
En hommage, Gary Bias interprète les solos de saxophone originaux des concerts de Myrick avec Earth, Wind & Fire[réf. nécessaire].

## Vie privée
Don Myrick a eu trois filles avec son épouse Barbara : Shani, Lauren et Shirika.

## Discographie

### Philip Cohran & The Artistic Heritage Ensemble

#### Singles
- 1967 : The African Look/Black Beauty/The New Frankiphone Blues
- 1968 : Loud Mouth/Talkin Drum/The New Frankiphone Blues
- 1968 : El-Hajj Malik El-Shabazz / Detroit Red

#### Albums
- 1967 : On the beach - Réédité en 2001 sur un maxi single CD.
- 1970 : The Malcolm X Memorial (A Tribute In Music)
- 2009 :  The Spanish Suite (Martina, Delores, & Marguirite)
- 2010 :  Armageddon

#### Compilations
- 2007 : Singles
- 2010 : The Zulu 45s Collection

### The Pharaohs

#### Singles
- 1971 : Is That Black Enough For You?/Tracks Of My Tears
- 1972 : Love And Happiness/Freedom Road

#### Album studio
- 1972 : The Awakening

#### Album live
- 1996 :  In the Basement - Album live enregistré en 1972 mais publié en 1996.

### Earth, Wind & Fire

#### Albums studio
- 1975 : Gratitude
- 1976 : Spirit
- 1977 : All N' All
- 1979 : I Am
- 1980 : Faces
- 1981 : Raise!
- 1983 : Powerlight

#### Album live
- 2002 : Live in Rio

#### Compilations
- The Best Of Earth Wind & Fire Vol. I (1978)
- Electric Universe/Powerlight (1988) - Double Album.
- 3 - (1991) - Boîtier 3 CD.
- The Essential Earth, Wind & Fire (2002)
- The Essential Plus (2004) - 2 CD + DVD.
- The Essential Earth, Wind & Fire (2008) - 3 CD Édition Limitée.
- Now, Then & Forever (2013) - Joue sur les chansons Boogie Wonderland, Sing a song, September, Let's Grove, Got To Get You Into My Life & After The Love Has Gone avec The Phenix Horns.

### Sky

#### Single
- Boogie/Little Darlin' (1979)

#### Album
- Sky (1979)

### Collaborations

#### Howlin' Wolf
- The Howlin' Wolf Album (1969)

#### Donny Hathaway
- Everything Is Everything (1970)

#### Odell Brown
- Free Delivery (1970)

#### The Intentions
- Dig It / Blowing With The Wind - Single (1971)

#### Jack McDuff
- The Heatin' System (Cadet, 1972)

#### Terry Callier
- What colour is love ? (1972)
- I just can't help myself (1973)

#### Charles Bevel
- Meet "Mississippi Charles" Bevel (1973)

#### Penny Goodwin
- Portrait Of A Gemini (1974)

#### Ramsey Lewis
- Sun Goddess (1974)

#### The Emotions
- Flowers (1976)
- Rejoice (1977)
- Come Into Our World (1979)
- New affair (1981)

#### The Chi-Lites
- Happy Being Lonely (1976)
- The Chi-Lites Featuring Eugene Record - Me And You (1981)

#### Ebony Rhythm Funk Campaign
- Watchin' You, Watchin' Me (1976)

#### Smoke
- Risin' (1976)

#### Pockets
- Come go with us (1977)

#### Deniece Williams
- Song Bird (1977)
- When Love Comes Calling (1979)

#### Teresa Wiater
- For The First Time Out  (1977)

#### Eugene Record
- The Eugene Record (1977)
- Trying To Get To You (1978)
- Welcome To My Fantasy (1979)

#### Grey & Hanks
- Gotta Put Something In/I Can Tell Where Your Head Is (1978) - The Phenix Horns jouent sur la face B.
- You Fooled Me/You Fooled Me (Part II) (1978)
- Dancin'/How Can You Live Without Love  (1978)

#### Linda Evans
- You control me (1979) - Avec The Phenix Horns.

#### Variations
- II (1979)

#### Twennynine Featuring Lenny White
- Best Of Friends (1979)

#### The Whispers
- Whisper in your ear (1979)

#### La Toya Jackson
- La Toya Jackson (1980) - Joue sur My Love Has Passed You By, A Taste Of You (Is A Taste Of Love) & Lovely Is She

#### Pointer Sisters
- Special Things (1980) - Joue sur Could I Be Dreaming, Evil & Here Is Where Your Love Belongs.

#### Norman Connors
- Take it to the limit (1980)

#### Patrice Rushen
- Posh (1980)

#### Starship Orchestra
- Celestial Sky (1980) - Joue sur You're a star

#### Rockie Robbins
- You and me (1980)

#### Rodney Franklin
- Rodney Franklin (1980) - Joue sur I Like The Music Make It Hot

#### Al Johnson
- Back for more (1980)

#### Edmund Sylvers
- Have You Heard (1980)

#### Ramsey Lewis
- Routes (1980)
- Live At The Savoy (1982)
- Taking Another Look (2015) - Joue sur Sun Goddess avec Philip Bailey.

#### Platypus
- Cherry (1980)

#### Kwame
- Follow I (1980) - Joue sur Hell Hounds

#### The Invisible Man's Band
- Invisible Man's Band (1980)

#### Tavares
- Love Uprising

#### Sylvia St. James
- Magic - Joue sur Better Things

#### The Waters
- Watercolours (1980) - Joue sur Heart Lead The Way

#### Damion & Denita
- Damion & Denita (1980)

#### Dave Holden
- This moment (1980)

#### Chuck Jackson
- I Wanna Give You Some Love (1980) - Joue sur Let's get together

#### Donna Washington
- For The Sake Of Love (1980)

#### Phil Collins

##### Albums studio
- Face Value (1981)
- Hello, I must be going (1982)
- No Jaquet Required (1985)
- ...but seriously (1989)

##### Maxi Single
- True Colours/In the air tonight/Don't lose my number/I missed again (1998)

##### Albums live
- Serious hits...Live (1990)
- Live (1990)

##### Compilations
- ...Hits (1998)
- The Platinum Collection (2004)
- Love Songs: A Compilation... Old and New (2004)
- The Singles (2016)

##### VHS & DVD
- Supergroups In Concert: Phil Collins Live At Perkins Palace, Pasadena 19 December 1982 (1983) - VHS Video
- Live at Perkins Palace (1983) - VHS Video
- Captured Live! CL 783 A-F (1983) - VHS Video
- No Ticket Required (1985) - VHS Video
- Seriously Live In Berlin (1990) - VHS Video
- ...But Seriously, The Videos (1992) - VHS Video
- Hits Live 1990-1997 (2004) - DVD

##### Coffret
- Take A Look At Me Now... (The Complete Albums Box) (2016)
- Plays Well With Others - Don joue sur I know there's something goin' on de Frida et Walking on the Chinese Wall de Philip Bailey.

#### Genesis
- Abacab (1981) - Joue avec les Phenix Horns sur la chanson No reply at all[5]
- No reply at all/Naminanu (1981) - Single.
- Paperlate/You might recall/Me and Virgil (1982) - Maxi Single.
- Paperlate/You might recall (1982) - Joue, toujours avec The Phenix Horns, sur la face A[6].
- Platinum Collection (2005) - 3 CD Compilation.
- Genesis 1976 - 1982 (2007) - 6 CD + 6 DVD Compilation.

#### Rahmlee Michael Davis
- Rise of The Phenix  (1981) - Joue sur Rise Of The Phenix (Birth & Consumption) & Never give up on you. Rahmlee reprend You know what I mean de Phil Collins.
- Keep On Gettin' Down (Now Is The Time)/Keep On Gettin' Down (Now Is The Time) (1984) - Single

#### Superior Movements
- The Key To Your Heart (1982)

#### Frida
- Something's going on (1982) - Avec Phil Collins, Daryl Stuermer, Mo Foster, J. Peter Robinson, The Phenix Horns, etc.

#### Patrick Boothe And The Phenix Horns
- Dance All Night(Vocal)/Dance All Night (Instrumental) (1982)

#### Philip Bailey
- The Wonders Of His Love - (1984) - Joue sur I Will No Wise Cast You Out.
- Chinese Wall (1984) - Avec Phil Collins, Nathan East, The Phenix Horns, etc.
- Chinese Wall / Inside Out  - Compilation

#### Heaven 17
- How Men Are (1984)
- This Is Mine/Skin (1984) - Single
- Pleasure one (1986)

#### Shuybah
- Shuybah (1984)

#### France Gall
- Le tour de France (1988)

#### The Jacksons
- 2300 Jackson Street (1989) - Joue sur la pièce-titre.
- The Essential Jacksons (2004) - Joue sur 2300 Jackson Street.

#### Artistes Variés
- Knebworth (1990) - Joue avec Phil Collins & The Serious Band sur Sussudio.
- Live At Knebworth - Parts One, Two & Three (1990) - Joue avec Phil Collins & The Serious Band sur In The Air Tonight & Sussudio ainsi que Genesis & The Serious Band unis sur la même scène sur Turn it on again Medley.
- Live at Knebworth Deluxe Edition - (2010) - Réédition - Boîtier 2 CD + 2 DVD. - Inclut le concert complet avec Phil Collins & The Serious Band avec Genesis pour le Medley Turn it on again : Turn It On Again, Everybody Needs Somebody To Love, Reach Out I'll Be There, Pinball Wizard, In The Midnight Hour & Turn it on again Reprise. Avec The Phenix Horns.

#### Michael Jackson
- Michael Jackson's Journey from Motown to Off the Wall (2016) - DVD